# Jorge Alberto Manrique Castañeda
Jorge Alberto Manrique Castañeda (Azcapotzalco, Ciudad de México, 17 de julio de 1936-2 de noviembre de 2016), fue un escritor, historiador, investigador y académico mexicano. Se especializó en la crítica de arte y en historia del arte en México. Se le ha considerado una autoridad internacional para la restauración y rescate de inmuebles históricos.

## Estudios y docencia
Realizó la licenciatura de Historia en la Facultad de Filosofía y Letras de la Universidad Nacional Autónoma de México (UNAM) de 1955 a 1958. Viajó a París, mediante una beca de la Fundación Rockefeller, para realizar estudios de posgrado sobre cultura moderna en la Facultad de Letras de la Universidad de la Sorbona de 1962 a 1963, durante su estancia trabajó con Víctor Lucien Tapié en el Centre de Recherches sur la Civilisation de l'Europe Moderne. En 1964 con una segunda beca, se trasladó a Italia para continuar sus estudios en historia del arte moderno en la Facultad de Letras de la Universidad de Roma y en el Instituto de Storia dell'Arte, fue discípulo de Giulio Carlo Argan y Maurizio Bonicatti. En 1965, regresó a la UNAM para completar su doctorado en Historia.
De 1959 a 1962, impartió clases y dirigió la Facultad de Filosofía y Letras de la Universidad Veracruzana en Xalapa, de forma paralela, fue investigador en el Seminario de Historia de la Revolución en Veracruz. De 1965 a 1970 se desempeñó como profesor e investigador del Centro de Estudios Históricos de El Colegio de México. Desde 1965, fue profesor en su alma mater en la carrera de Historia.

## Investigador y académico
Desde 1968, era miembro de la Asociación Internacional de Hispanistas. Fue investigador del Instituto de Investigaciones Estéticas de la UNAM, el cual dirigió de 1974 a 1980. En 1973, ingresó a la Academia Mexicana de la Historia como miembro de número ocupando el sillón 7, siendo secretario general de 1988 a 1992 y desempeñándose como censor antes de su muerte. Su discurso de recepción Ambigüedad histórica del arte mexicano fue respondido por Edmundo O'Gorman. Desde 1980, era miembro de la Asociación Internacional de Críticos de Arte (AICA).
Fue fundador y dirigió de 1982 a 1983 el Museo Nacional de Arte (MUNAL), fue director del Museo de Arte Moderno de 1987 a 1988, ambos museos pertenecientes al Instituto Nacional de Bellas Artes (INBA). El 24 de septiembre de 1991, ingresó como miembro de número a la Academia de Artes de México y el 4 de octubre de 1996 ingresó a la Academia Mexicana de Ciencias.
En 1994, fue designado miembro del Sistema Nacional de Investigadores del Consejo Nacional de Ciencia y Tecnología (Conacyt), desde 2005 era nivel III. En 1997, fue nombrado miembro de honor del Comité Internacional de Historia del Arte. En febrero de 2006, se integró al Consejo Consultivo de Ciencias de la Presidencia de la República y en noviembre del mismo año, se le nombró miembro honorario de la Academia Nacional de Arquitectura.

## Libertad de expresión y Pro-Vida
Siendo director del Museo de Arte Moderno tuvo un papel relevante en la defensa de la libertad artística en México cuando el 23 de enero de 1988, el grupo Pro Vida exige y logra -a pesar de la defensa que hizo tanto del jurado que había participado en la premiación al artista como del artista mismo- que se desmonte del Museo de Arte Moderno (MAM) una instalación de Rolando de la Rosa que consiste en una virgen con rostro y senos de Marilyn Monroe, Jesucristo con rasgos de Pedro Infante y una bandera nacional pisoteada por botas tejanas. Pro Vida organiza “actos de desagravio” en el Zócalo y en la Basílica de Guadalupe. Se cancela el Salón Espacios alternativos, apenas creado por el Instituto Nacional de Bellas Artes, en el contexto del cual se exhibía la obra abominada; y es obligado a presentar su renuncia.

## Premios y distinciones
- Premio a la Crítica Joven México en la Cultura Paul Westheim, en 1959.
- Orden al Mérito de la República Italiana en grado Comendador, en 1981.
- Premio a las Artes Visuales, por la Asociación Internacional de Críticos de Arte (AICA-Argentina), en 1989.
- Premio Universidad Nacional en el área de Docencia en Humanidades por la Universidad Nacional Autónoma de México, en 1992.
- Investigador Emérito del Instituto de Investigaciones Estéticas (UNAM), en 2000.
- Premio Federico Sescosse del Comité Internacional de Monumentos y Sitios (Icomos), en 2001.
- Premio Nacional de Ciencias y Artes en el área de Historia, Ciencias Sociales y Filosofía por el gobierno federal de México, en 2005.[7]

## Publicaciones
Escribió nueve libros, colaboró en la edición, como coautor o escribiendo capítulos, para más de ciento cuarenta libros. A lo largo de su trayectoria, sus trabajos sobre historia e historia del arte se han publicado en México, Francia, Italia, España, Polonia, Alemania, Estados Unidos, Brasil, Argentina y Colombia. Publicó más de doscientos artículos colaborando para las revistas Plural, Universidad de México, La palabra y el hombre, Diálogos y para La Jornada. Entre sus publicaciones se encuentran:
- Los dominicos en Azcapotzalco, en 1964.
- Bartolomé de las Casas: los indios de México y Nueva España. Antología, en colaborando con Edmundo O'Gorman, en 1966.
- Bartolomé de las Casas. Apologética Historia Sumaria, colaborando para Edmundo O'Gorman, en 1967.
- "Proemio" y "Los geometristas mexicanos en su circunstancia" en El geometrismo mexicano, capítulos, en 1976.
- La dispersión del manierismo, en 1980.
- Historia del arte mexicano, en 10 volúmenes, coautor y coordinador de 1982 a 1983.
- "Orozco y la crítica" en Orozco: una relectura, en 1983.
- "Luis Barragán: ¿arquitectura nacionalista?, en Luis Barragán: Ensayos y apuntes para un bosquejo crítico, en 1985.
- "El vanguardismo de Diego Rivera" en Diego Rivera hoy, en 1986.
- "El último de los clásicos" en Rufino Tamayo. 70 años de creación en 1987.
- "An art of twuo cultures: Francisco Toledo" en Images of Mexico, en 1988.
- "Los murales de Orozco" en Orozco, pintura mural, en 1989.
- "Los procesos del arte en la Nueva España" en Manuel Toussaint: su proyección en la historia del arte mexicano, en 1992.
- Manierismo en México, en 1993.
- "Pedro Coronel: aventura de cuerpo y espíritu" en Pedro Coronel, en 1993.
- "El Greco y la Nueva España" en El Greco de Creta (Domenicos Theotocopoulos) 450 Anniversary, en 1995.
- Arte y artistas de México en el siglo XX, en 2000.
- Una visión del arte y la historia, en 2001.
- "Malinche" en La Malinche: sus padres y sus hijos, en 2001.